# دوري سلوفينيا لكرة القدم
دوري سلوفينيا لكرة القدم (بالسلوفينية: Prva Slovenska nogometna liga) هي الدرجة الممتازة لكرة القدم في سلوفاكيا، ويشارك في الدوري الممتاز 10 نادي. وتم تأسيسه في عام 1991.